# 刀祢館正也
刀祢館 正也（とねだち まさや、1928年11月6日 - 1978年1月8日）は、日本の政治家である。衆議院議員（1期）。従五位勲四等。父は元朝日新聞社取締役。

## 経歴
- 1928年 - 東京府(現:東京都)に生まれる。
- 1945年 - 兵庫県立第一神戸中学校卒業。
- 陸軍士官学校入学。その後、終戦となり浪速高等学校へ入学。
- 1952年 - 京都大学法学部卒業。西宮市立大社中学校教諭を務める[2]。
- 1955年 - 西宮市議会議員。以後2期務める。
- 1961年 - 西宮市教育長就任。
- 1975年 - 西宮市長選挙に無所属で立候補し次点。
- 1976年 - 第34回衆議院議員総選挙兵庫2区に初当選した。（新自由クラブ）
- 1978年1月8日 - 大阪大学医学部附属病院に入院中、腸閉塞に腹膜炎を併発し[2]、衆議院議員在職中に死去した。49歳没。死に際し角膜はアイバンクに献眼された。同月13日、特旨を以て位記を追賜され、死没日付をもって従五位勲四等に叙され、瑞宝章を追贈された[3]。追悼演説は同年2月9日、衆議院本会議で土井たか子（同じ選挙区選出）により行われた[4]。